# Althea Flynt
Althea Leasure Flynt (6 de noviembre de 1953 - 27 de junio de 1987) fue la cuarta esposa de Larry Flynt y la coeditora de la revista para adultos Hustler.
Nació el 6 de noviembre de 1953 en Marietta, Ohio. Althea, junto a sus hermanas Sherry, Debbie y Marsha, y su hermano Richard, provenía de un seno familiar abusivo. Cuando ella tenía ocho años, su padre asesinó a tiros a su madre, su abuelo y un amigo de su madre, y luego se suicidó. Luego de este episodio, fue llevada a un orfanato con sus hermanos, donde vivieron hasta la adolescencia.
A la edad de 17 años conoció a Larry Flynt, mientras optaba para el puesto de bailarina go-go en el club nocturno del empresario en Columbus, Ohio. Larry se interesó rápidamente en Althea cuando ella le informó que él no era el único que se acostaba con el resto de las nudistas del club, declarando su bisexualidad. Se casaron cuatro años más tarde, el 21 de agosto de 1976.
Althea trabajó en la publicación de Hustler durante sus once años de matrimonio, y mantuvo la revista a flote durante 1977, año en que Larry Flynt se convirtió a la religión evangélica.
Después comenzó a consumir y abusar de la heroína y de los fármacos que le eran prescritos a su esposo, debido a los fuertes dolores que él sufría a causa de las lesiones que sufrió tras ser disparado en 1978. En 1983, Althea fue diagnosticada con sida. Su esposo sostiene que el contagio se debió a las transfusiones de sangre que recibió durante una histerectomía, y que Althea siempre usó agujas estériles para drogarse.
El 27 de junio de 1987 murió ahogada en la bañera de la mansión del matrimonio en Bel-Air, en Los Ángeles. De acuerdo a los informes, Althea habría muerto a causa de una sobredosis. Sin embargo, Larry Flynt declaró que para ese momento su mujer se encontraba ya muy desmejorada a causa de su enfermedad.

## Ficción
Althea Flynt fue interpretada por la cantante Courtney Love en la película de Milos Forman El escándalo de Larry Flynt (1996).